# 范镇站
范镇站，位于中华人民共和国山东省济南市莱芜区杨庄镇，是辛泰铁路上的火车站，建于1973年，主要服务泰安市岱岳区范镇。由中国铁路济南局集团管辖。

## 車站周邊
- 中国联通范镇营业厅
- 中国移动金榜营业厅
- 顺风大酒店
- 莱泰高速公路

## 车站位置
位于k135+329

## 歷史
- 建于1973年。